# Worcester Pearmain
Worcester Pearmain, auch Worcester Parmäne, ist eine Apfelsorte. Der Tafelapfel ist auf etwa drei Vierteln seiner Oberfläche rot. Das weiße Fruchtfleisch ist fest. Der Geschmack ist süß aber insgesamt wenig ausgeprägt, verbessert sich aber deutlich bei späterer Ernte und hat dann ein deutlich erkennbares sehr süßes Erdbeeraroma. Der Apfel wurde im 19. Jahrhundert von einem Mr. Hale aus Swan Pool nahe Worcester in England aus einem Devonshire Quarrenden gezüchtet.
Der früh tragende Baum bringt sicher reichhaltige Erträge, die Erntezeit ist in Europa Anfang bis Mitte September. Der Apfel ist wenig anfällig für Obstbaumkrebs und generell für einen Apfel seiner Generation recht resistent gegen Krankheiten. Er ist resistent gegen Mehltau, neigt aber zu Apfelschorf.
Der Worcester Pearmain wurde von der Baumschule Smith aus Worcester im Jahr 1874 am Markt eingeführt und erhielt 1875 ein First-Class-Certificate der Royal Horticultural Society. Er wurde kommerziell in England und Neuseeland angepflanzt und wird heute noch in kleinem Maßstab in England kommerziell gezogen. Zeitweise war seine Bedeutung in England so groß, dass bei den National Food Trials in den 1920ern bis in die 1940er eine der sechs Apfelgruppen als Worcester-Pearmain-Gruppe bezeichnet wurde. In ihr fanden sich die relativ glatten Sorten mit einer intensiven roten Tönung.
Worcester Pearmain gehört zu den wenigen Apfelsorten, die sich selbst befruchten können. Ebenfalls Bedeutung hat der Worcester Pearmain als Vorfahr diverser anderen Sorten. Die Züchter versuchten insbesondere das Erdbeeraroma und die frühe reiche Ernte weiterzuvererben. Zu den Nachkommen von Worcester Pearmain gehören Winston (Cox Orange x Worcester Pearmain), Katja, Lord Lambourne (beide Worcester Pearman x James Grieve), Tydemans Early Worcester (McIntosh x Worcester Pearmain), Redsleeves, Merton Worcester, Discovery (Worcester Pearmain x Schöner aus Bath), William Crump, Akane (Jonathan x Worcester Pearmain) und Laxtons Early Crimson.